# The Fluffy Movie
The Fluffy Movie es una película del 2014 dirigida por Manny Rodríguez y protagonizada por Gabriel Iglesias. La película fue estrenada en los cines el 25 de julio de 2014 por Open Road Films. La película fue filmada en dos shows el 28 de febrero de 2014 y el 1 de marzo en San José, California.

## Elenco
- Jacqueline Obradors como Esther P. Mendez
- Jeremy Ray Valdez como Jesus Iglesias.
- Julio César Chávez Jr. como Joven Gabe.
- Ron White como Doctor.
- Ray William Johnson como el enfermero.
- Tommy Chong
- Eddie "Piolín" Sotelo como Emcee.

## Producción
El 13 de febrero de 2014, se anunció que la película sería estrenada el 11 de julio de 2014 con Open Road Films distribuyendo la película.

## Estreno
El 25 de julio de 2014, la película recibió un estreno limitado en 432 cines en los Estados Unidos.

## Críticas
En Rotten Tomatoes tiene un 54% con un puntaje de 5.4/10 basado en 13 críticas. En Metacritic, la película tiene un 56 sobre 100 basado en 11 críticas.

## Taquilla
En América del Norte la película llegó al número 17 en su primer fin de semana, con $1,311,446.